# Kivilamminsuo-Pitkästenjärvet
Kivilamminsuo-Pitkästenjärvet este o arie protejată (arie specială de conservare — SAC, sit de importanță comunitară — SCI) din Finlanda întinsă pe o suprafață de 220 ha, integral pe uscat.

## Localizare
Centrul sitului Kivilamminsuo-Pitkästenjärvet este situat la coordonatele 60°38′28″N 25°06′24″E / 60.6411°N 25.1067°E.

## Înființare
Situl Kivilamminsuo-Pitkästenjärvet a fost declarat sit de importanță comunitară în august 1998 pentru a proteja 1 specie de animale. Situl a fost protejat și ca arie specială de conservare în aprilie 2015.

## Biodiversitate
Situată în ecoregiunea boreală, aria protejată conține 5 habitate naturale: Lacuri și iazuri distrofice naturale, Turbării active, Mlaștini turboase de tranziție și turbării mișcătoare, Taiga vestică, Mlaștini împădurite.
La baza desemnării sitului se află o specie protejată de  nevertebrate: fluturele flitirar (Euphydryas maturna).
Pe lângă speciile protejate, pe teritoriul sitului au mai fost identificate 1 specie de nevertebrate.